# Kőnig György
Kőnig György Dezső (Budapest, 1883. június 27. – Balatonfüred, 1944. április 30.) magyar költő, műfordító, irodalomtörténész. Kőnig Gyula matematikus fia és Kőnig Dénes matematikus bátyja.

## Élete
Kőnig Gyula (1849–1913) és Oppenheim Erzsébet fia. Az egyetemen jogi tanulmányokat folytatott, majd a közoktatásügyi minisztérium szolgálatába lépett. Később elvesztette látását és mint miniszteri tanácsos ment nyugdíjba. A Nyugat és a Vasárnapi Újság munkatársa volt. Folyóiratokban számos irodalmi tanulmánya jelent meg. Több francia regényt fordított magyarra. Halálát tüdőgyulladás okozta. A balatonarácsi református temetőben helyezték végső nyugalomra.
Felesége Sziráki Mária Terézia volt, Szedlacskó Lajos és Nagy Anna lánya, akit 1914. november 26-án Budapesten, a Ferencvárosban vett nőül.

## Főbb művei
- Kalendáriombeli régi magyar distichonok (1900)
- Népdalok és egyéb versek gyűjteménye 1812-ből (1902)
- Szirmay Antal (Budapest, 1902)
- Alfred de Musset (Budapest, 1910)
- Gustave Flaubert (Budapest, 1912)